# Брэбем (команда Формулы-1)
Мотор Рэйсинг Девелопментс Лимитед (англ.  Motor Racing Developments, Ltd) широко известная как Брэбем или Брэбхем (англ. Brabham), — английский производитель автомобилей и команда-участник чемпионата Мира по автогонкам в классе Формула-1. Основана в 1960 году двумя австралийцами: автогонщиком Джеком Брэбемом и конструктором Роном Торанаком. Четыре пилота команды становились чемпионами Мира по автогонкам в классе Формула-1, а сама команда дважды становилась обладателем Кубка конструкторов.
«Brabham» был крупнейшим в мире производителем клиентских гоночных шасси в 1960-х годах, и к 1970 году было построено уже более 500 машин. В течение этого периода на автомобилях «Brabham» были выиграны чемпионаты в Формуле 2 и Формуле 3, а также 500 миль Индианаполиса. В 70-х и 80-х годах командой «Brabham» было введено огромное количество инновационных решений, зачастую спорных, но, без сомнения, успешных. Среди них: первые углеродные тормоза, гидропневматическая подвеска, изменявшая дорожный просвет во время гонки, и многое другое. Титул Нельсона Пике 1983 года стал первым в «Формуле-1», выигранным на автомобиле с турбонаддувом.

## История

### Начало

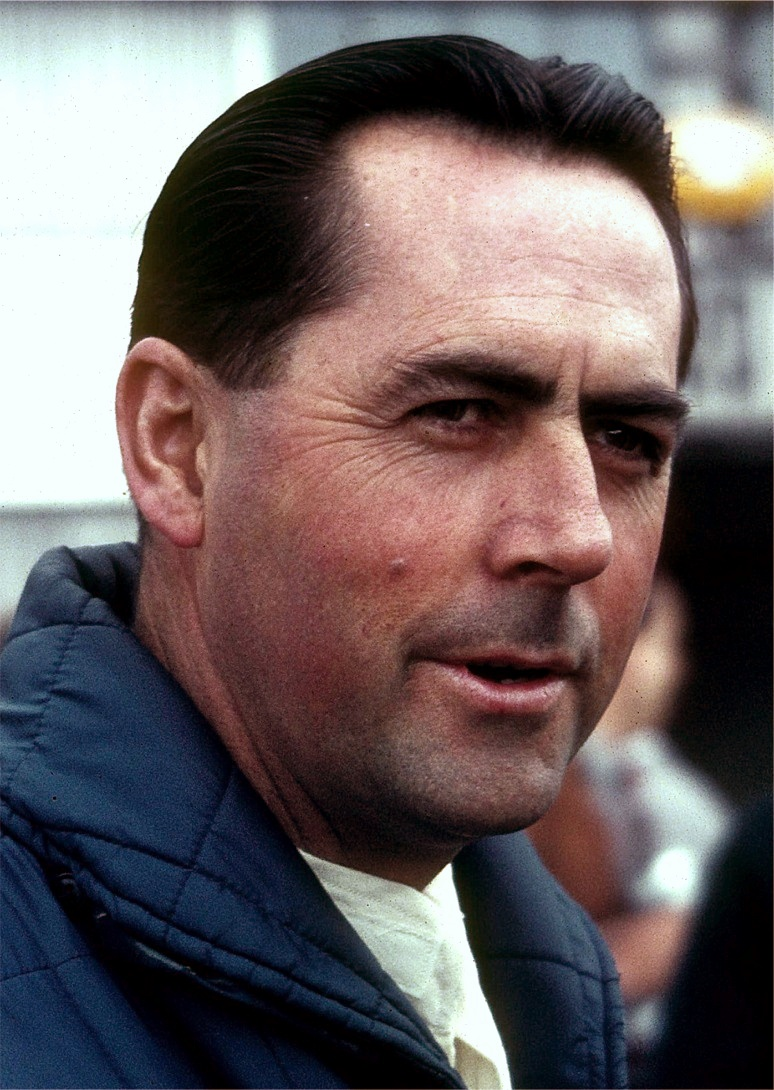
Джеку Брэбему было 40 лет, когда он стал чемпионом мира на болиде собственной команды

Команда «Brabham» была основана Джеком Брэбемом и Роном Торанаком, первая встреча которых произошла в 1951 году, и на момент которой они были довольно успешными молодыми конструкторами, одновременно и выступавшими на своей технике, выставляя её на различные мелкие соревнования, в их родной Австралии. Брэбем был более успешен как гонщик, и в 1955 году отправился в Великобританию, в надежде на дальнейшее продолжение своей гоночной карьеры. Там он подписал контракт с командой «Cooper» и в 1958 году вместе с ней пришёл «Формулу-1», на тот момент наивысшую категорию автомобильных соревнований, проводимых под эгидой Международной федерации автоспорта (FIA). В 1959 и 1960 годах Брэбем принёс свой команде два чемпионских титула, управляя революционной на тот момент машиной с заднемоторной компоновкой.
Несмотря на то, что данное решение было вскоре скопировано другими командами, и превосходство Купера сходило на нет, главный конструктор Оуэн Маддок был очень консервативен и практически не изменял до того успешный автомобиль. Во многом лишь стараниями Брэбема, который настаивал на дальнейшем развитии, произошло появление модели Т53, которая была более приземистой, чем все предыдущие, была оснащена новой пятиступенчатой коробкой передач и пружинной задней подвеской. После Монако последовали пять подряд побед на Гран-при Нидерландов, Бельгии, Франции, Великобритании и Португалии, как правило, подкреплённых вторыми и третьими местами второго пилота команды МакЛарена. Тем самым второй подряд титул чемпиона мира Брэбему был обеспечен, как и Кубок Конструкторов. В 1961 году «Купер» опять были застигнуты врасплох сменившимся регламентом. Объём двигателей был ограничен 1,5 л. и старый 4-цилиндровый мотор Climax FPF не мог выдержать конкуренции с Ferrari V6. Новый Т55 представлял собой лишь эволюцию устаревшей Т53. Новый мотор V8, появившийся к концу сезона на машинах с обозначением Т58 положения не спас. Результат — ни одного победного финиша и даже второго места за сезон, и лишь четвёртое место в КК. В довершение ко всему ушёл из команды Брэбем. Он был уверен, что сможет организовать свою команду лучше, чем Cooper". Ещё в конце 1959 года Брэбем уговорил Торанака переехать в Великобританию для совместной работы. Первоначально они начали с продажи и производства запчастей для дорожных автомобилей в своём автосалоне «Jack Brabham Motors», но с долгосрочной целью проектирования гоночных автомобилей. Для достижения этой цели, Брэбем и Торанак на вырученные деньги создают компанию «Motor Racing Developments, Ltd», намеренно избегая использования в названии имён. Новая компания, по их планам, должна была конкурировать с Купером на рынке для клиентских гоночных автомобилей; но так как Брэбем, на тот момент, был ещё связан контрактом с Купером, Торанак создавал первый автомобиль «MRD» в тайне. Лишь летом 1961 года, когда Брэбем ушёл из бывшей команды, машина была представлена публике и переименована из «МRD» в «Brabham». В названии же модели были использованы инициалы обоих создателей: BT — «Brabham Tauranac».

### Джек Брэбем и Рон Торанак (1961—1970)
Дебют новой команды произошёл на Гран-при Нидерландов 1962. На купленном шасси «Lotus» Брэбем провёл пять первых гонок сезона, набрав только одно очко, пока на Гран-при Германии не дебютировал новый Brabham BT3, одетый в бирюзовую ливрею, ставшую для команды фирменной. И хотя первый блин вышел комом («Чёрный Джек» стартовал только 24-м, и после девяти кругов сошёл из-за проблемы с дроссельной заслонкой), необходимый задел был создан. В двух оставшихся гонках сезона Брэбем финишировал в шаге от подиума, заработав два четвёртых места.
В 1963 году напарником Брэбема по команде становится американец Дэн Герни, а машины с этого сезона окрашены в национальные гоночные цвета Австралии — зелёный и золотой. Первая победа пришла к команде на внезачётном этапе в Штутгарте.

### Рон Торанак (1971)

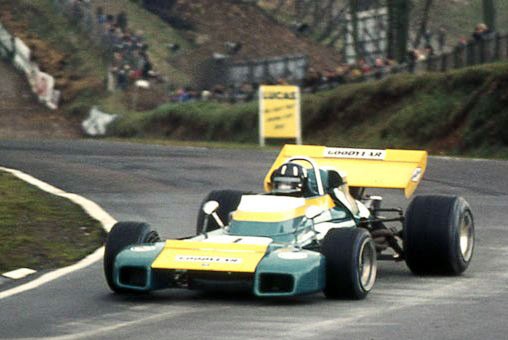
Brabham BT34. Грэм Хилл на уникальном болиде, прозванном «клешнёй лобстера».

Рон Торанак в 1971 году подписал контракт с двукратным чемпионом Мира Грэмом Хиллом и молодым австралийцем Тимом Шенкеном для участия в сезоне 1971 года. Также в 1971 Торанак представил уникальный болид Brabham BT34, прозванный «клешнёй лобстера» с особенными сдвоенными радиаторами, установленными перед передними колёсами. В результате, по итогам сезона команда заняла последнее место в общем зачёте, набрав всего семь очков, из-за ненадёжных и не слишком быстрых машин. Единственной отдушиной стала победа Хилла в чемпионате BRDC International Trophy в Сильверстоуне, хотя его никто не считал серьёзным соперником, после его аварии на Гран-при США 1969, где он был выброшен из кокпита и получил множественные переломы. Торанак после ухода Брэбема пытался тянуть оба дела сразу, но быстро выбился из сил. Поэтому вскоре он начал искать опытного партнёра по бизнесу. В результате в конце 1971 года компания была продана за $ 100000 британскому бизнесмену Берни Экклстоуну, бывшему менеджеру Йохена Риндта и бывшему владельцу команды «Коннот». Торанак в 1974 году приступил к выпуску гоночных шасси под маркой «Ralt».

### Берни Эклстоун (1972—1987)

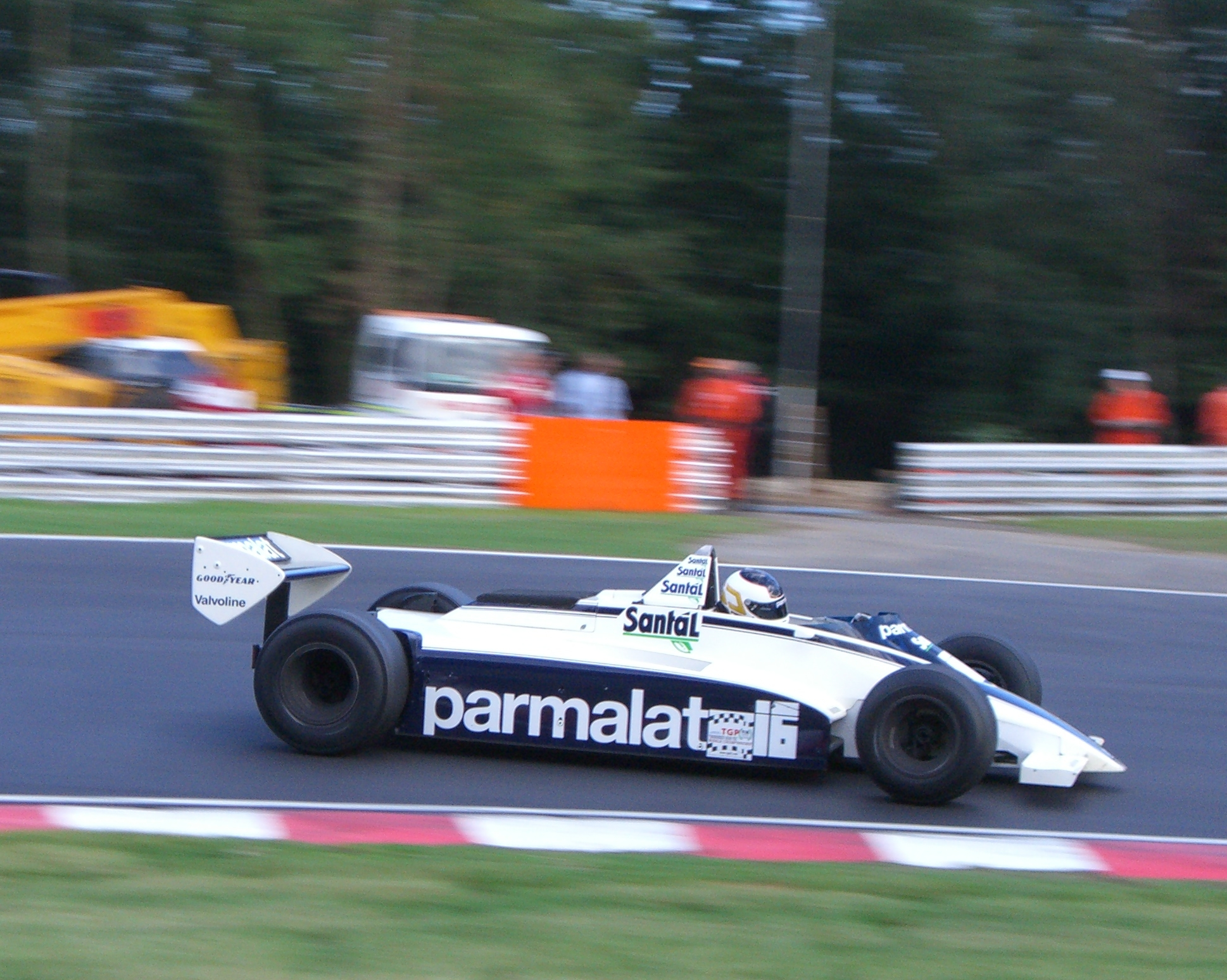
Brabham BT49 завершил более 4-х сезонов, принеся один чемпионский титул.

Рон Торанак покинул команду «Брэбем» в начале сезона 1972 года, продав её одному из известных функционеров Формулы-1 Берни Экклстоуну. Сумма сделки составила 25000 фунтов. Титульным спонсором команды с 1975 стал «Martini», а с 1978 — «Parmalat». На период руководства Берни приходится расцвет команды. Нельсон Пике завоевал два чемпионских титула — в 1981 и 1983 годах, однако выступления его напарников были не столь успешны и команда не смогла получить ни одного Кубка Конструкторов.

### Йоахим Люти (1989)
В 1988 Эклстоун продал «Брэбем» компании «Альфа-Ромео», а затем команда была перепродана швейцарцу Йоахиму Люти (Joachim Luhti). Вследствие этих перипетий команда опоздала с подачей заявки и была вынуждена пропустить сезон 1988. Поэтому новый BT58, с двигателем от компании «Judd» (в своё время также образованной при участии Джека Брэбема), был подготовлен только к началу 1989 года. Пилотами команды стали Мартин Брандл и Стефано Модена (выступавший за «Брэбем» в 1987 году). В результате команда закончила сезон на 8 месте в Кубке конструкторов (набрав одинаковое количество очков со «Scuderia Italia»), а лучшим результатом стало третье место Модены на Гран-при Монако.

### Мидлбридж Рейсинг (1989—1992)
После ареста Люти по обвинению в налоговом мошенничестве в середине 1989 года, несколько компаний начали спор за право владения командой. В результате контроль над «Brabham» получила японская корпорация «Middlebridge Group Limited», принадлежащая миллиардеру Кодзи Накаучи, участвовавшая в Формуле-3000, с командой «Middlebridge Racing».

### Наследие
4 июня 2009 года Франц Хильмер, купивший в своё время права на бренд «Brabham», подтвердил, что он хочет вернуть команду к жизни. Толчком к подаче заявки послужило обещание FIA ввести лимитированный бюджет для всех команд паддока. Хильмер также купил имущество и базу разорившейся команды «Super Aguri F1» в Лифилде. Техническим директором новой команды в заявке был назван Марк Престон, который занимал эту же должность в «Super Aguri». Сам Брэбем и его семья объявили, что не имеют никакого отношения к данной ситуации, и готовы отстаивать свои права в суде. Заявка не была принята.

## Технические инновации

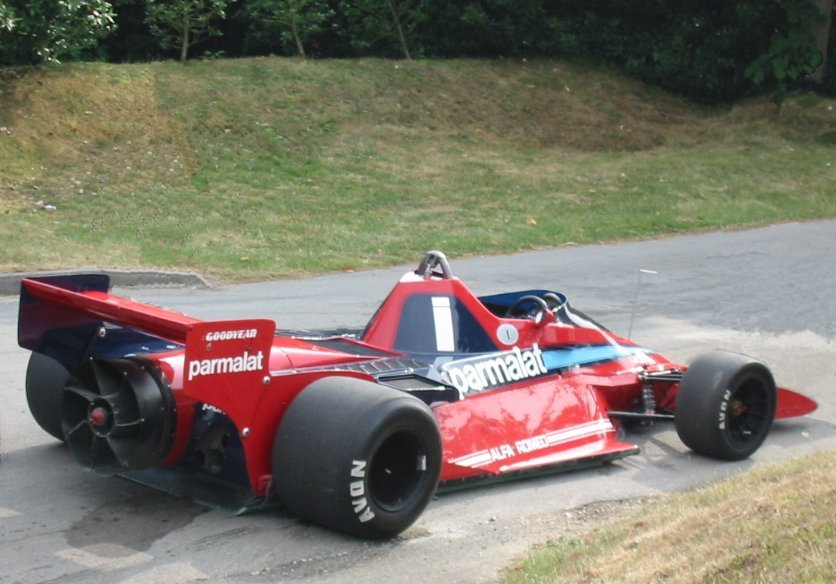
Brabham BT46B. Эта машина была использована лишь в одной гонке, которую и выиграла (1978 г.), после чего её запретили из-за технологии, которая увеличивала прижимную силу.

## Результаты выступлений Brabham в «Формуле-1»

### Результаты за последние пять сезонов
| Легенда к таблице |                                                                    |
| --- | ------------------------------------------------------------------ |
| В таблице перечислены результаты всех Гран-при Формулы-1, в которых принимала участие команда. Строками таблицы являются сезоны, столбцами — этапы чемпионата мира. В каждой клетке указаны сокращённое название этапа и результаты гонщиков команды, дополнительно обозначенные цветом. Расшифровка обозначений и цветов представлена в нижеследующей таблице. |                                                                    |
| \| Пример \| Описание \| \| ------------ \| ------------------------------------------------------------------ \| \| 1 \| Победитель \| \| 2 \| Второе место \| \| 3 \| Третье место \| \| 5 \| Финишировал, заработав очки \| \| Сход \| Не финишировал, но при этом заработал очки \| \| 12 \| Финишировал, не получив очков \| \| НКЛ \| Финишировал, но не попал в финальную классификацию \| \| 15 \| Участвовал вне зачёта, либо по отдельной классификации \| \| 18 \| Не финишировал, но попал в финальную классификацию \| \| Сход \| Не финишировал \| \| НКВ \| Не прошёл квалификацию \| \| НПКВ \| Не прошёл предквалификацию \| \| ДСК \| Дисквалифицирован \| \| ИСК \| Исключён из протокола соревнований \| \| ТТ \| Заявлен для участия только в тренировках \| \| НС \| Участвовал в квалификации, но не стартовал в гонке \| \| Т \| Травмирован или болен \| \| ОТК \| Отказ от участия \| \| НТР \| Прибыл на соревнования, но на трассу не выезжал \| \| НПР \| Был заявлен в числе участников, но не прибыл к началу соревнований \| \| О \| Соревнования отменены \| \| \| Не участвовал \| \| Поул-позиция \| \| \| Быстрый круг \| \| |                                                                    |
| Пример | Описание                                                           |
| 1 | Победитель                                                         |
| 2 | Второе место                                                       |
| 3 | Третье место                                                       |
| 5 | Финишировал, заработав очки                                        |
| Сход | Не финишировал, но при этом заработал очки                         |
| 12 | Финишировал, не получив очков                                      |
| НКЛ | Финишировал, но не попал в финальную классификацию                 |
| 15 | Участвовал вне зачёта, либо по отдельной классификации             |
| 18 | Не финишировал, но попал в финальную классификацию                 |
| Сход | Не финишировал                                                     |
| НКВ | Не прошёл квалификацию                                             |
| НПКВ | Не прошёл предквалификацию                                         |
| ДСК | Дисквалифицирован                                                  |
| ИСК | Исключён из протокола соревнований                                 |
| ТТ | Заявлен для участия только в тренировках                           |
| НС | Участвовал в квалификации, но не стартовал в гонке                 |
| Т | Травмирован или болен                                              |
| ОТК | Отказ от участия                                                   |
| НТР | Прибыл на соревнования, но на трассу не выезжал                    |
| НПР | Был заявлен в числе участников, но не прибыл к началу соревнований |
| О | Соревнования отменены                                              |
| | Не участвовал                                                      |
| Поул-позиция |                                                                    |
| Быстрый круг |                                                                    |

| Сезон                                                   | Шасси               | Двигатель           | Ш | Гонщики           | 1    | 2    | 3    | 4    | 5    | 6    | 7    | 8    | 9    | 10   | 11   | 12   | 13   | 14   | 15   | 16   | Место | Очки |
| ------------------------------------------------------- | ------------------- | ------------------- | - | ----------------- | ---- | ---- | ---- | ---- | ---- | ---- | ---- | ---- | ---- | ---- | ---- | ---- | ---- | ---- | ---- | ---- | ----- | ---- |
| 1987                                                    | Brabham BT56        | BMW M12/13 1.5 L4Т  | G |                   | БРА  | САН  | БЕЛ  | МОН  | ДЕТ  | ФРА  | ВЕЛ  | ГЕР  | ВЕН  | АВТ  | ИТА  | ПОР  | ИСП  | МЕК  | ЯПО  | АВС  | 8     | 10   |
| 1987                                                    | Brabham BT56        | BMW M12/13 1.5 L4Т  | G | Риккардо Патрезе  | Сход | 9    | Сход | Сход | 9    | Сход | Сход | Сход | 5    | Сход | Сход | Сход | 13   | 3    | 11   |      | 8     | 10   |
| 1987                                                    | Brabham BT56        | BMW M12/13 1.5 L4Т  | G | Стефано Модена    |      |      |      |      |      |      |      |      |      |      |      |      |      |      |      | Сход | 8     | 10   |
| 1987                                                    | Brabham BT56        | BMW M12/13 1.5 L4Т  | G | Андреа де Чезарис | Сход | Сход | 3    | Сход | Сход | Сход | Сход | Сход | Сход | Сход | Сход | Сход | Сход | Сход | Сход | 8    | 8     | 10   |
| В сезоне 1988 года команда не участвовала в чемпионате. |                     |                     |   |                   |      |      |      |      |      |      |      |      |      |      |      |      |      |      |      |      |       |      |
| 1989                                                    | Brabham BT58        | Judd CV 3.5 V8      | P |                   | БРА  | САН  | МОН  | МЕК  | США  | КАН  | ФРА  | ВЕЛ  | ГЕР  | ВЕН  | БЕЛ  | ИТА  | ПОР  | ИСП  | ЯПО  | АВС  | 8     | 8    |
| 1989                                                    | Brabham BT58        | Judd CV 3.5 V8      | P | Мартин Брандл     | Сход | Сход | 6    | 9    | Сход | НПКВ | НПКВ | Сход | 8    | 12   | Сход | 6    | 8    | Сход | 5    | Сход | 8     | 8    |
| 1989                                                    | Brabham BT58        | Judd CV 3.5 V8      | P | Стефано Модена    | Сход | Сход | 3    | 10   | Сход | Сход | Сход | Сход | Сход | 11   | Сход | НКВ  | 14   | Сход | Сход | 8    | 8     | 8    |
| 1990                                                    | Brabham BT58 BT59   | Judd EV 3.5 V8      | P |                   | США  | БРА  | САН  | МОН  | КАН  | МЕК  | ФРА  | ВЕЛ  | ГЕР  | ВЕН  | БЕЛ  | ИТА  | ПОР  | ИСП  | ЯПО  | АВС  | 9     | 2    |
| 1990                                                    | Brabham BT58 BT59   | Judd EV 3.5 V8      | P | Грегор Фойтек     | Сход | Сход |      |      |      |      |      |      |      |      |      |      |      |      |      |      | 9     | 2    |
| 1990                                                    | Brabham BT58 BT59   | Judd EV 3.5 V8      | P | Дэвид Брэбем      |      |      | НКВ  | Сход | НКВ  | Сход | 15   | НКВ  | Сход | НКВ  | Сход | НКВ  | Сход | НКВ  | Сход | Сход | 9     | 2    |
| 1990                                                    | Brabham BT58 BT59   | Judd EV 3.5 V8      | P | Стефано Модена    | 5    | Сход | Сход | Сход | 7    | 11   | 13   | 9    | Сход | Сход | 17   | Сход | Сход | Сход | Сход | 12   | 9     | 2    |
| 1991                                                    | Brabham BT59Y BT60Y | Yamaha OX99 3,5 V12 | P |                   | США  | БРА  | САН  | МОН  | КАН  | МЕК  | ФРА  | ВЕЛ  | ГЕР  | ВЕН  | БЕЛ  | ИТА  | ПОР  | ИСП  | ЯПО  | АВС  | 9     | 3    |
| 1991                                                    | Brabham BT59Y BT60Y | Yamaha OX99 3,5 V12 | P | Мартин Брандл     | 11   | 12   | 11   | ИСК  | Сход | Сход | Сход | Сход | 11   | Сход | 9    | 13   | 12   | 10   | 5    | НКВ  | 9     | 3    |
| 1991                                                    | Brabham BT59Y BT60Y | Yamaha OX99 3,5 V12 | P | Марк Бланделл     | Сход | Сход | 8    | Сход | НКВ  | Сход | Сход | Сход | 12   | Сход | 6    | 12   | Сход | Сход | НПКВ | 17   | 9     | 3    |
| 1992                                                    | Brabham BT60B       | Judd GV 3.5 V10     | G |                   | ЮАР  | МЕК  | БРА  | ИСП  | САН  | МОН  | КАН  | ФРА  | ВЕЛ  | ГЕР  | ВЕН  | БЕЛ  | ИТА  | ПОР  | ЯПО  | АВС  | НКЛ   | 0    |
| 1992                                                    | Brabham BT60B       | Judd GV 3.5 V10     | G | Эрик ван де Пуле  | 13   | НКВ  | НКВ  | НКВ  | НКВ  | НКВ  | НКВ  | НКВ  | НКВ  | НКВ  |      |      |      |      |      |      | НКЛ   | 0    |
| 1992                                                    | Brabham BT60B       | Judd GV 3.5 V10     | G | Джованна Амати    | НКВ  | НКВ  | НКВ  |      |      |      |      |      |      |      |      |      |      |      |      |      | НКЛ   | 0    |
| 1992                                                    | Brabham BT60B       | Judd GV 3.5 V10     | G | Деймон Хилл       |      |      |      | НКВ  | НКВ  | НКВ  | НКВ  | НКВ  | 16   | НКВ  | 11   |      |      |      |      |      | НКЛ   | 0    |